# 金地雄
金地雄（： Kim Ji-woong，1998年12月14日—），韓國男演員、歌手。2016年8月2日，以韓國NA娛樂的男子組合INX出道，藝名地南（韓語：지남）。2017年11月30日團體解散。2021年網絡劇《甜甜的那傢伙》為其首部戲劇作品。2022年，主演BL網路劇《想咬一口的嘴唇》、《超速配冤家》。
2023年，出演男團選秀節目《BOYS PLANET》，最終排名第八位成為限定團體ZEROBASEONE的成員，在團內擔任副唱。

## 生平

### 早年
金地雄對舞蹈很感興趣，童年時，他夢想成為一名歌手，但遭到父母的反對。最終，他開始試鏡以贏得他們的信任。

據說，他在全國小學直排賽中獲得第三名，在全國小學接力賽中獲得總成績第四名。
他喜歡騎自行車，所以他說自己有騎車從原州到釜山往返400公里的經歷。

### 出道後
2016年8月2日未滿18歲的他作為NA娛樂的5人男子組合INX中的成員以歌手身分出道，以藝名地南（韓語：지남）首次亮相。之後因為經紀公司對團員們的苛刻行為，以專屬合約無效為由向經紀公司提起訴訟，以勝訴結束了自己的活動。團體於2017年底解散。在2016年以INX組合出道之前，他已經做了將近七年的練習生。2017年，他成為DS&A Entertainment旗下預備出道的10人男子團體A-TEEN的成員，並預計於2018年9月在日本出道，然而出道計畫最終被取消 。之後他加入Core Contents Media計劃推出的5人組合“B.I.T”，並預計以藝名“KING”出道，但團體出道計畫再次被取消，最終還是沒能出道。2020年他成為真人生存節目《Burn Up 30》的參賽者，並獲得了男子組的第一名。奪冠後，與女子組的第一名金敏貞（韓語：김민정）一起發行了單曲專輯《Sick of Love》。
2021年他在網絡劇《甜甜的那傢伙 The Sweet Blood》（韓語：달달한 그놈）中首次以演員身分出道，獲得了很多關注。他選擇成為一名演員，是因為他想自由地展示自己的各個方面。
2022年他與曾為選秀節目PRODUCE X 101參賽者的尹㷂穦共同主演的BL網路劇《想咬一口的嘴唇》、《超速配冤家》，分別於2月3日及10月13日在韓國與台灣等串流平台上首播。播出後人氣上升，以此獲得了不少海內外粉絲，並兩度與尹㷂穦一起參加於韓國舉辦的粉絲見面會。

### 《BOYS PLANET》時期
2022年12月30日，Mnet Youtube頻道上傳了他參加的新男團選拔節目《BOYS PLANET》中的個人主題曲直拍影片，在觀看次數排名中，共獲得32.3萬的觀看次數，排名第三，Mnet官方的觀看數統計期間為2022年12月30日晚間21點至2023年1月7日早上10點(南韓時間)，僅次於排行第一的39.7萬觀看數的李會澤及第二的36.1萬觀看次的成韓彬。
2023年4月21日，最終以第8名成績，成為限定團體ZEROBASEONE的成員。
| 順位（粗體為順位儀式結果） | 順位（粗體為順位儀式結果） | 順位（粗體為順位儀式結果） | 順位（粗體為順位儀式結果） | 順位（粗體為順位儀式結果） | 順位（粗體為順位儀式結果） | 順位（粗體為順位儀式結果） | 順位（粗體為順位儀式結果） |
| 第一集                     | 第二集                     | 第三集                     | 第五集 (第一次排名儀式)    | 第六集                     | 第八集 (第二次排名儀式)    | 第十一集 (第三次排名儀式)  | 第十二集 (最終排名)        |
| -------------------------- | -------------------------- | -------------------------- | -------------------------- | -------------------------- | -------------------------- | -------------------------- | -------------------------- |
| 2                          | 3                          | 2                          | 3                          | 5                          | 5                          | 3                          | 8                          |

### ZEROBASEONE時期
2023年7月10日，ZEROBASEONE發行首張迷你專輯《YOUTH IN THE SHADE》正式出道。。

## 音樂作品
| 年份   | 發佈日期 | 專輯名稱              | 歌曲名稱     | 演唱者         | 備註             |
| 2021年 | 6月8日   | Burn Up               | Sick of Love | 金地雄、金珉庭 | Burn Up 冠軍單曲 |
| 2022年 | 10月27日 | 豐德別墅304號隱情 OST | Dream of you | 金地雄、尹㷂穦 |                  |
| 2022年 | 10月27日 | 豐德別墅304號隱情 OST | 那種人       | 金地雄         |                  |

## 影視作品

### 電視劇
| 年份 | 播放平台 | 劇名   | 角色               | 備註 |
| 2023 | JTBC     | 壞媽媽 | 道尚集團會長的兒子 |      |

### 網路劇
| 年份 | 播放平台                       | 劇名                         | 角色   | 備註 |
| 2021 | Naver TV、Youtube              | 甜甜的那傢伙                 | 尹志宇 |      |
| 2022 | WATCHA                         | Don't Lie 羅熙               | 薛浩元 |      |
| 2022 | Heavenly、bilibili             | 想咬一口的嘴唇               | 金俊浩 |      |
| 2022 | kakaotv、Youtube               | Pro, Teen                    | 殷家藍 |      |
| 2022 | Heavenly、bilibili、GagaOOLala | 豐德別墅304號隱情/超速配冤家 | 池浩俊 |      |

### 主持作品

#### 節目主持
| 播出日期       | 電視台/播放平台 | 節目名稱        | 集數  | 備註                     |
| -------------- | --------------- | --------------- | ----- | ------------------------ |
| 2023年8月3日   | Mnet            | 《M Countdown》 | EP808 | 與章昊、成韓彬擔任特別MC |
| 2023年11月27日 | SBS             | 《人氣歌謠》    | EP808 | 擔任特別MC               |

### 綜藝節目

#### 固定出演
| 年份   | 播出日期         | 電視台/播放平台                                   | 節目名稱            | 集數   | 備註   |
| 2023年 | 8月30日–11月15日 | YouTube：스튜디오 호락호락 （页面存档备份，存于） | 《少年偵探 金地雄》 | 共12集 | [ 17 ] |

#### 綜藝節目
| 年份   | 播放日期        | 電視台     | 節目名稱                    | 備註              |
| 2016年 | 8月14日-11月6日 | 酷瞧       | 天團星計畫                  | 以INX成員身分出演 |
| 2016年 | 9月10日         | TVBS歡樂台 | 全球中文音樂榜上榜 (臺灣版) | 以INX成員身分出演 |
| 2016年 | 9月14日         | 三立都會台 | 完全娛樂                    | 以INX成員身分出演 |
| 2017年 | 1月28日         | MTV        | 我愛偶像                    | 以INX成員身分出演 |
| 2017年 | 2月8日          | MTV        | 我愛偶像                    | 以INX成員身分出演 |
| 2020年 | 6月26日-        | JTBC       | Burn Up                     | 男子組第一名      |
| 2023年 | 2月2日-         | Mnet       | BOYS PLANET                 | 第八名出道        |

### MV出演
| 年份   | 發行日期 | 歌手              | 歌曲       | 備註   |
| 2023年 | 3月20日  | Holland（高泰燮） | NUMBER BOY | [ 19 ] |

## 時尚活動

### 品牌活動
| 年份   | 日期     | 活動名稱                           | 備註            |
| ------ | -------- | ---------------------------------- | --------------- |
| 2023年 | 7月6日   | GUCCI Valigeria FW 2023            | 與成韓彬        |
| 2023年 | 9月6日   | Shinsegae × Frieze Seoul VIP Party | 與成韓彬、RICKY |
| 2023年 | 11月24日 | W KOREA's Love Your W              | 與章昊、成韓彬  |
| 2024年 | 10月22日 | GUCCI Cultural Month Exhibition    | 與章昊、成韓彬  |
| 2025年 | 2月7日   | GUCCI 現代百貨旗艦店               | 與成韓彬        |

## 獎項
| 日期          | 名稱               | 類別                | 名次 | 備註                     |
| ------------- | ------------------ | ------------------- | ---- | ------------------------ |
| 2024年9月18日 | 2024偶像明星運動會 | 混雙團體射箭（K組） | 金牌 | 與成韓彬、沈小婷、金采炫 |

## 註解
1. ↑  《超速配冤家》（台灣OTT 影音平台GagaOOLala譯名 ） , 又名《豐德別墅304號隱情》（bilibili港澳台區譯名）
2. ↑  韓語為소년탐정 김지웅
3. ↑  音譯，韓語為：고태섭
4. ↑  K：取自經紀公司WAKEONE的K
5. ↑  金地雄射中完美10分（完美10分：射到所擺放於10分位置之鏡頭）[25]

## 外部連結
官方連結
- Nest Management官方網站
- 金地雄在互联网电影资料库（IMDb）上的資料（英文）

個人連結
- 金地雄的Instagram帳戶

團體連結
- ZEROBASEONE的X（前Twitter）
- ZEROBASEONE的Instagram帳戶
- ZEROBASEONE的Facebook專頁
- ZEROBASEONE的YouTube頻道 （页面存档备份，存于）